# Ленинградский округ
Ленинградский округ — административно-территориальная единица в составе Ленинградской области, существовавшая в 1927—1930 годах.
Ленинградский округ с центром в городе Ленинграде был образован 1 августа 1927 года одновременно с образованием Ленинградской области (делилась на 10 округов).
В Ленинградский округ вошла территория Ленинградского уезда полностью;

Волховского уезда, Ленинградской губернии, волостей: Шумской, Октябрьской, Пролетарской, Колчановской и части Глашевской; 

Троцкого уезда, Ленинградской губернии, волостей: Бегуницкой, Венгиссаровской, Гостилицкой, Детскосельской, Капорской, Красносельской, Лисинской, Ораниенбаумской, Ропшинской, Стрельнинской, Сосницкой, Троцкой, части Глебовской и Рождественской; 

Кингисеппского уезда, Ленинградской губернии, волостей: Врудской, Кингисеппской, Котельской, Наровской, Сонкинской и части Молосковицкой волости; 

Новгородского уезда, Новгородской губернии, волостей: Любанской, части Апраксинской, Тесовской и Оскуйской волостей; 

Тихвинского уезда, Череповецкой губернии, волостей: Большегорской, Васильевской, Жуковской, Катинской, Лукинской, Недашецкой, Пригородной, Прогальской, Сугоровской, части Анисимовской, Пикалёвской, Борисовщинской и Пелдушской волостей.
Включал 21 район: Андреевский, Будогощенский, Волосовский, Волховский, Детскосельский, Жуковский, Капшинский, Кингисеппский, Колпинский, Котельский, Куйвозовский финский национальный, Ленинский, Ломоносовский, Любанский, Мгинский, Молосковицкий, Парголовский, Пикалёвский, Тихвинский, Троцкий (в 1929 переименован в Красногвардейский) и Урицкий.
Округ ликвидирован в июле 1930 года (как и большинство других округов Советского Союза), а входящие в него районы подчинены непосредственно областным органам власти.
По данным на 1929 год в округе существовало 62 национальных сельсовета:
- в Детскосельском районе — Виттоловский, Войскоровский, Мондель-Коккельский, Песковский, Погинский, Талликовский, Шушарский финские
- В Кингисеппском районе — Тикописький эстонский
- В Колпинском районе — Эстонский эстонский[2]
- В Котельском районе — Сойкинский ижорский; Кононовский, Курголовский финские
- В Красногвардейском районе — Скворицкий, Войсковицкий, Ковшовский, Колпанский, Лукашевский, Пудостьский, Романовский, Черницкий финские
- В Куйвозовском финском районе — Волоярвский, Гарболовский, Елизаветинский, Кирьясальский, Койвуппельский, Коркиомягский, Койвукюльский, Лемболовский, Лесколовский, Лехтусский, Масельский, Никуляский, Соеловский, Токсовский, Троицемягский, Химакколовский, Хиппелимягский финские
- В Ленинском районе — Канистский, Колтушский, Куйворовский, Манушкинский, Мягловский, Романовский, Румболовский финские
- В Мгинском районе — Марковский финский
- В Молосковицком районе — Зимитицкий эстонский
- В Ораниенбаумском районе — Бибигонский, Илииковский финские
- В Парголовском районе — Агалатовский, Кавголовский, Капитоловский, Красно-Островский, Лупполовский, Мертутский, Мистоловский, Ново-Алакюльский, Скотницкий, Юкковский финские
- В Урицком районе — Дудергофский, Разбегаевский, Финско-Высоцкий, Шунгаровский финские[3].